# Glyptoblacus cavei
Glyptoblacus cavei är en stekelart som beskrevs av Van Achterberg 1995. Glyptoblacus cavei ingår i släktet Glyptoblacus och familjen bracksteklar. Inga underarter finns listade i Catalogue of Life.